# Heinz-Jürgen Bothe
Heinz-Jürgen Bothe (Berlino, 5 novembre 1941) è un ex canottiere tedesco.

## Biografia
Bothe, insieme a Jörg Lucke, si laureò per tre volte campione nazionale sia nel due senza (1963, 1965 e 1968) che nell'otto insieme con il TSC Berlin (1963, 1964 e 1967).
Nel 1966 vinse il bronzo nell'otto ai Campionati mondiali di Bled.
Due anni dopo, sempre con Lucke, diventa campione olimpico nel due senza a Città del Messico 1968, mentre l'anno successivo è la volta dell'argento agli Campionati europei di Klagenfurt nel quattro con.

## Palmarès
- Giochi olimpici

Città del Messico 1968: bronzo nel due senza.
- Campionati mondiali di canottaggio

Bled 1966: bronzo nell'otto.
- Campionati europei di canottaggio

Klagenfurt 1969: argento nel quattro con.